# Mer épicontinentale

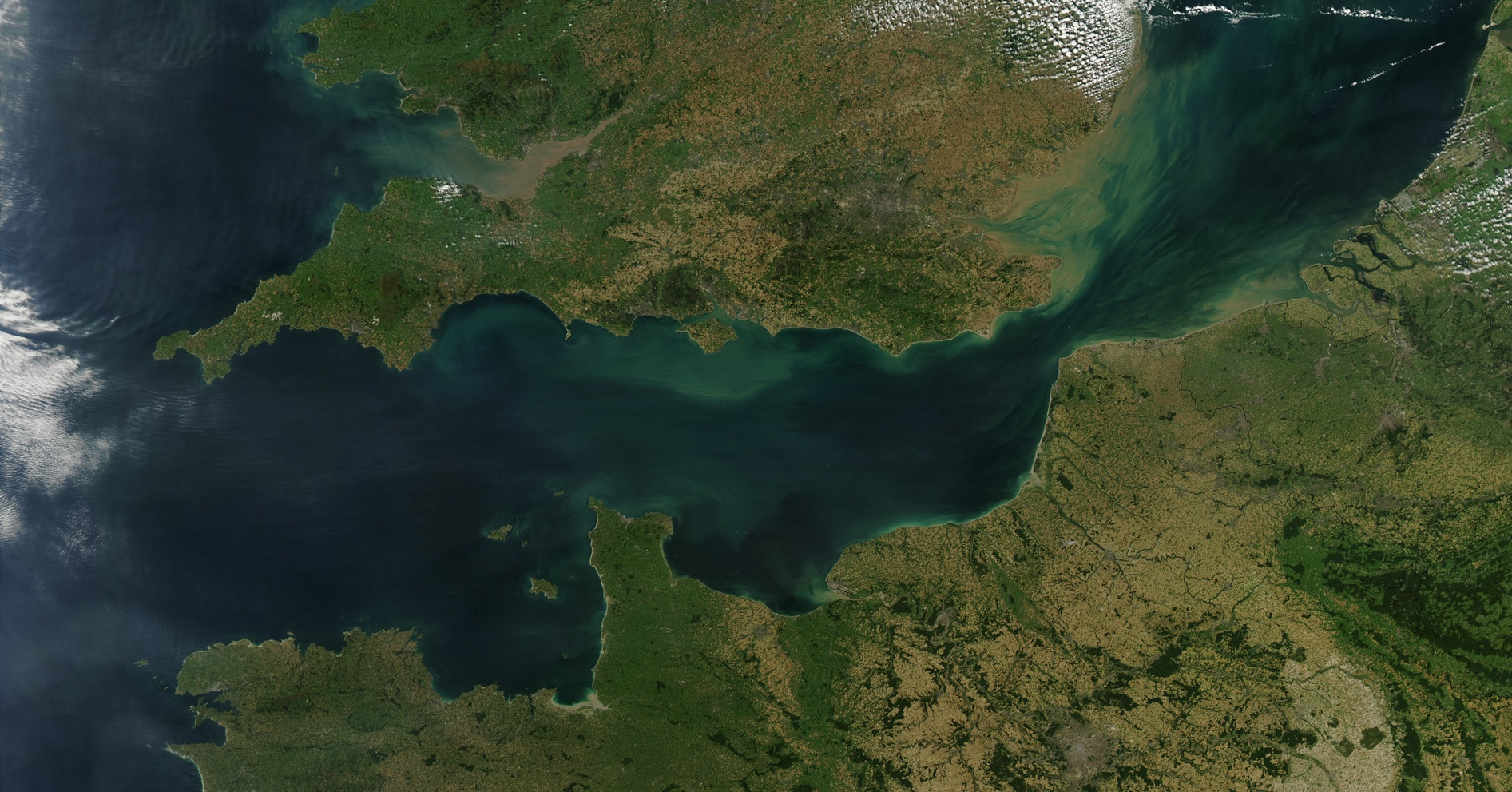
Vue satellite de la Manche (un exemple de mer épicontinentale).

Une mer épicontinentale est une partie de l'océan couvrant une partie d'une plate-forme continentale. La distinction est faite sur la géologie du fond, et de ce fait la profondeur des mers épicontinentales dépasse rarement 200 m. Les mers méditerranéennes ou les mers fermées peuvent être très profondes mais sont par définition mal ou pas connectées aux autres bassins océaniques, tandis que les mers épicontinentales peuvent avoir une frontière ouverte avec un océan. Le terme « épicontinental » est notamment utilisé en géologie à propos d'anciennes mers étudiées via les sédiments, donnant ainsi des informations sur la géologie du plancher et l'origine des sédiments, mais peu sur la circulation des courants et les détroits.
Du fait de leur faible profondeur, les courants des mers épicontinentales sont principalement forcés par le vent.

## Formation
Dans le contexte de la géologie, les mers épicontinentales sont des mers créées par des transgressions marines. La remontée du niveau  global des mers à la fin de la dernière glaciation est à l'origine de la formation de plusieurs mers épicontinentales.

## Exemples
En Europe, la Manche est un exemple de mer épicontinentale, puisque l'île de Grande-Bretagne  fait partie du bloc continental eurasiatique, et qu'elle n'est séparée du reste de l'Europe que par une plateforme continentale inondée, le bord du plateau continental étant au-delà de la Cornouaille.
En Asie du Sud-Est, la partie sud de la mer de Chine méridionale (au sud-ouest de Brunei), ainsi que le golfe de Thaïlande et la mer intérieure d'Indonésie jusqu'à l'île de Bali forment une mer épicontinentale du fait de la submersion du continent de la Sonde. Cette région est aussi appelée pour cette raison le « continent maritime »
En Amérique du Nord, la baie d'Hudson est un bassin peu profond formé sur le bouclier continental canadien précambrien, notamment par le rabotage des glaciers au cours de la dernière glaciation.
En Australie, la Tasmanie est séparée du reste du continent par le détroit de Bass formé en grande partie à la fin de la dernière glaciation, et qui forme ainsi une mer épicontinentale.
Entre l'Asie et la péninsule arabique, le golfe Persique est également un exemple de mer épicontinentale, séparé du golfe d'Oman au plancher d'origine océanique et bien plus profond par le détroit d'Ormuz.

## Distinctions
Les termes mer adjacente, mer bordière ou mer marginale sont aussi utilisés pour parler de mer épicontinentale mais n'en sont pas des synonymes. Mer adjacente est utilisé dans le contexte du droit de la mer pour désigner la partie adjacente d'un continent ou d'un océan ou comme synonyme de mer territoriale. Une mer bordière est une mer bordant un océan et largement ouvert sur celui-ci. Une mer marginale est le bassin arrière-arc formé par la subduction d'une lithosphère océanique sous une autre lithosphère océanique.
Bien que la mer des Caraïbes soit bordée par la plupart des Antilles et le continent des Amériques, elle n'est pas épicontinentale puisqu'elle forme une mer méditerranéenne et ses courants sont principalement créés par les différences de salinité et de température plutôt que par les vents marins. 